# Prensa del Movimiento

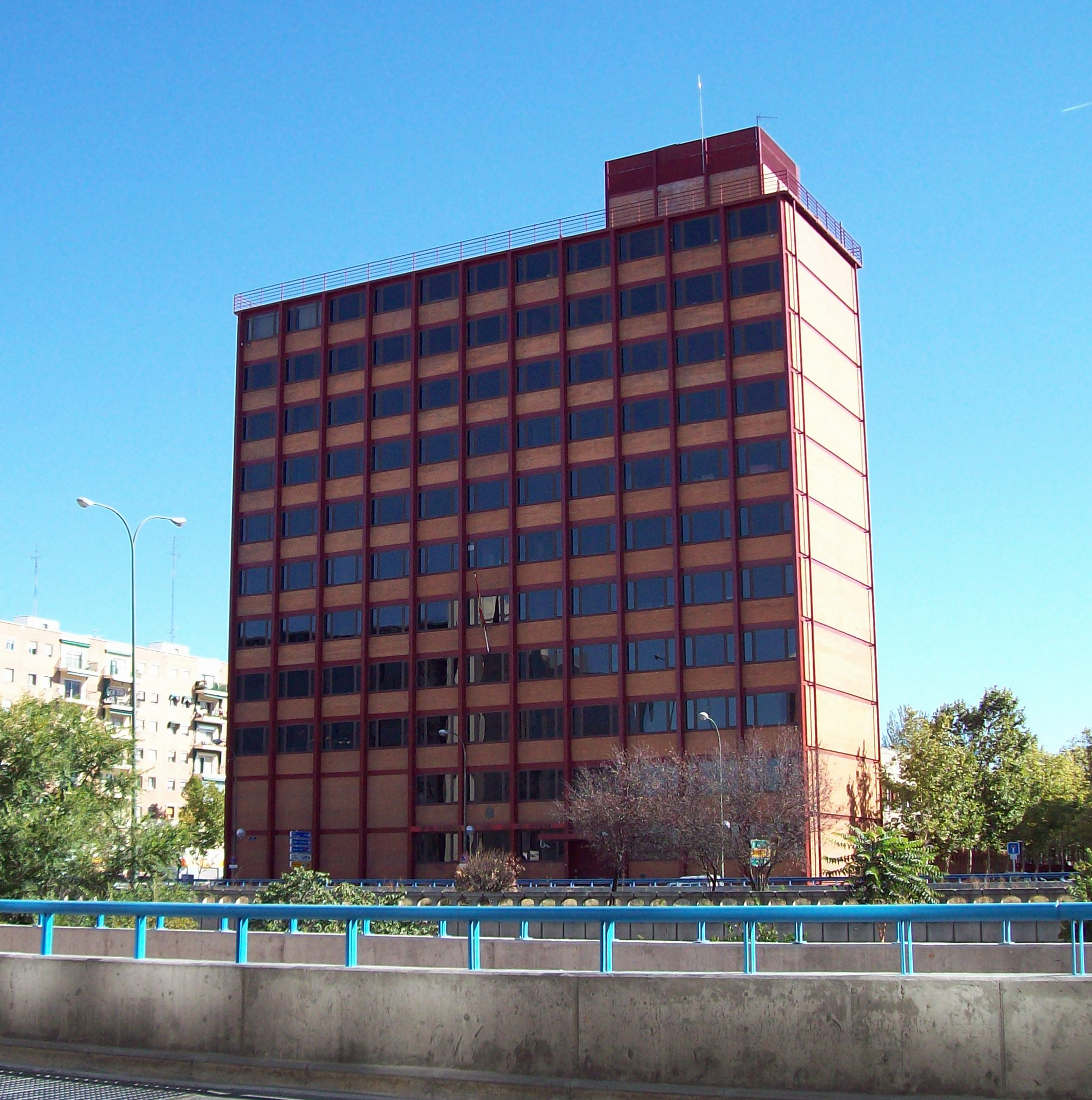
Seu del diari Arriba a Madrid.

La Prensa del Movimiento, o Xarxa de diaris del Movimiento Nacional, va ser un grup periodístic espanyol fundat per llei de 13 de juliol de 1940 nodrint-se de les confiscacions editorials contràries al Movimiento Nacional, els béns del qual van passar al patrimoni de la Delegació Nacional de Premsa i Propaganda de FET y de las JONS.

## Història
A mitjans de l'any 1939 es publicaven a Espanya noranta-dos diaris. D'ells, trenta-quatre estaven enquadrats en la disciplina de FET y de las JONS, a través de les respectives prefectures provincials, i van aparèixer amb posterioritat al 18 de juliol de 1936.
El 28 de gener de 1947, Societat Editora Universal, SA, propietària dels diaris Heraldo de Madrid i El Liberal, de Madrid; El Liberal, de Sevilla; El Liberal, de Múrcia, i El Defensor, de Granada, formula a FET y de las JONS un requeriment notarial exigint-li la devolució dels seus béns.
Durant el tardofranquisme passa a denominar-se Mitjans de Comunicació Social de l'Estat.
Compartien part del seu material, com el suplement infantil La hora del recreo.
El 1975 la situació econòmica de la cadena de premsa estatal mostrava la inviabilitat del projecte. Emilio Romero el febrer de 1975 va ser designat nou delegat nacional i va tancar cinc diaris: Amanecer de Saragossa, Diario de Cuenca, La Voz de Castilla, La Prensa de Barcelona i Libertad de Valladolid.

## Diaris

### Àfrica
- El Telegrama del Rif, de Melilla, que després de la independència del Marroc el 1963 passa a denominar-se El Telegrama de Melilla.
- El Faro de Ceuta.
- El Heraldo de Marruecos, de Larraix.
- España de Tánger.
- Depenent dels respectius governadors als territoris espanyols de Guinea Equatorial i el Sàhara Espanyol, van existir els diaris Ébano (Santa Isabel-Malabo) i La Realidad (Al-Aaiun).

### Andalusia
- F.E. y Sevilla, després anomenat Suroeste, de Sevilla
- Odiel de Huelva
- Patria de Granada i Còrdova.
- Diario Córdoba a Còrdova.
- Sur de Màlaga fundat el març de 1937.
- La Voz de Almería i Ayer de Jaén, tots dos fundats a l'abril de 1939.
- La Voz del Sur de Jerez de la Frontera.

### Aragó
- El Diario de Teruel es reanomena Lucha.

### Canàries
- El Eco de Canarias

### Castella-la Manxa
- Lanza de Ciudad Real.

### Castella i Lleó
- La Voz de Castilla, diari de Burgos.
- Imperio, de Zamora.
- Libertad, de Valladolid.

### Catalunya
- El 24 de febrer de 1939 reapareix a Barcelona el diari nacional-sindicalista Solidaridad Nacional.[5]
- El 20 de desembre de 1938 apareix a Lleida el diari La Mañana,
- El gener de 1939 surt a Tarragona Diario Español i a Girona Los Sitios substitueix El Pirineo.

### Madrid
- Arriba.
- Marca, fundat el 21 de desembre de 1938 a Sant Sebastià per Manuel Fernández Cuesta Merelo. El 25 de novembre de 1942 va passar de ser una publicació setmanal a un diari. El 1984 va passar ser propietat del Grup Recoletos.

### Múrcia
- Línea Nacional-Sindicalista, diari matinal de Múrcia més conegut amb el nom de Línea. El 30 de març de 1939, apareix amb el nom de La Verdad de Murcia, que va canviar l'endemà per Arriba i després va haver de canviar-se per Línea.[6] Per a la seva edició es van emprar les instal·lacions del diari El Liberal.[7]

### Navarra i País Basc
- A Pamplona s'editava el diari Arriba España. Des de l'1 d'agost de 1936 fins al 30 de juny de 1975, quan va ser tancat per causes econòmiques.
- Hierro, de Bilbao.
- La Voz de España i Unidad de San Sebastián.

### País Valencià
- El diari matinal Levante i el vespertí Jornada.
- A Castelló, Mediterráneo, fundat l'abril de 1938.
- A Alacant, Información, fundat l'abril de 1939.